# Svarttjärnen (Bollnäs socken, Hälsingland, 682321-154639)
Svarttjärnen är en sjö i Bollnäs kommun i Hälsingland och ingår i Nianån-Norralaåns kustområde. Sjöns area är 0,023 kvadratkilometer och den befinner sig 284 meter över havet.